# PMD-6
Die PMD-6 ist eine in der ehemaligen Sowjetunion hergestellte Antipersonenmine, die von rund 30 Staaten weltweit eingesetzt wurde.

## Beschreibung
Das Gehäuse der PMD-6 besteht aus ungefärbtem oder grün gestrichenem Holz und hat eine rechteckige Form. Das Oberteil hat zwei Bohrungen zur Aufnahme von Scharnierstiften. Die Oberkanten sind leicht erhaben, die Unterkanten leicht abgeschrägt. Die Mine ist 200 Millimeter lang, 89 Millimeter breit und 64 Millimeter hoch.

## Funktion
Durch einen Druck von ca. einem Kilogramm auf das Oberteil wird der Splint aus dem vorgespannten Schlagbolzen gedrückt. Der Schlagbolzen wird dadurch frei und löst den Zündsatz aus. Der entstehende Zündstrahl bringt die Initialladung und dadurch die Wirkladung zur Detonation. Als Zünder dienen jene der MUV-Serie, standardmäßig der MUV-2.

## PMD-6M
Die PMD-6 M hat zum Unterschied zur PMD-6 eine Blattfeder auf der Deckelunterseite zur Erhöhung des Auslösedrucks.

## Einsatzgebiete
Die Mine wurde von der Sowjetunion hergestellt und kam auf diversen Kriegsschauplätzen in Europa (z. B. Zypern) Afrika (z. B. Angola, Sambia, Somalia, Simbabwe, Burundi, Tschad, Ruanda, Südafrika, Eritrea, Sudan, Uganda), Asien (z. B. Afghanistan, Kambodscha, Vietnam, Nordkorea, China, Tadschikistan, Thailand), Zentralamerika (Nicaragua), Südamerika (Ecuador) und dem Nahen Osten (Jemen) zum Einsatz.
Die PMD-6 wurde weiterhin in den 1960er Jahren von der Deutschen Demokratischen Republik zur Einrichtung der ersten Minenfelder an der innerdeutschen Grenze genutzt. Die Minen wurden später durch Kunststoffmodelle ersetzt, da die PMD-6 bei starken Schneefällen zur Explosion neigten, oder die Minen durch Verwittern des Holzkastens nicht mehr funktionsfähig waren.